# Combretum exannulatum
Combretum exannulatum är en tvåhjärtbladig växtart som beskrevs av Adolf Engler och Diels. Combretum exannulatum ingår i släktet Combretum och familjen Combretaceae. Inga underarter finns listade i Catalogue of Life.